# 薮田雅弘
薮田 雅弘（やぶた まさひろ、1954年 -  ）は、日本の経済学者。中央大学教授・経済学研究科委員長。

## 略歴
岩手県生まれ。1976年北九州市立大学商学部経済学科卒業、1981年九州大学大学院経済学研究科博士課程単位取得退学。
1981年福岡大学経済学部講師、1984年助教授、1989年教授、1999年中央大学経済学部教授。2004年「コモンプールの公共政策 環境保全と地域開発」で中央大学より博士（経済学）の学位を取得。公共政策、環境経済学。

## 著書
- 『資本主義経済の発展と変動 マクロ経済学的接近』九州大学出版会 1997
- 『コモンプールの公共政策 環境保全と地域開発』新評論 2004

### 共編著
- 『現代経済政策の基礎』今泉博国共編著 中央経済社 1992
- 『現代マクロ経済学』駄田井正,大住圭介共編著 勁草書房 現代経済学のコア 2000
- 『21世紀の経営と経済』浅田統一郎,坂田幸繁共編 中央大学出版部 セブン&アイ・ホールディングス鈴木敏文代表寄付講座シリーズ 2005
- 『21世紀の環境と経済』田中廣滋,田中嘉成共編 中央大学出版部 セブン&アイ・ホールディングス鈴木敏文代表寄付講座シリーズ 2006
- 『環境と資源の経済学』時政勗,今泉博国,有吉範敏共編 勁草書房 現代経済学のコア 2007
- 『21世紀の人間と経済』鳥居伸好,鷲谷徹,伊藤洋司,森岡実穂共編 中央大学出版部 セブン&アイ・ホールディングス鈴木敏文代表寄付講座シリーズ 2008
- 『ベーシック応用経済学』福重元嗣,細江守紀,焼田党共編 勁草書房 応用経済学シリーズ 2015

## 論文
- ＜薮田雅弘